# بيلي كي
بيلي كي (بالإنجليزية: Billy Kee)‏ (1 ديسمبر 1990 بليستر في المملكة المتحدة - ) هو لاعب كرة قدم بريطاني في مركز الهجوم. شارك مع منتخب أيرلندا الشمالية تحت 19 سنة لكرة القدم ومنتخب أيرلندا الشمالية تحت 21 سنة لكرة القدم. أما مع النوادي، فقد لعب مع سكونثورب يونايتد وليستر سيتي ونادي أكرينغتون ستانلي ونادي بيرتن ألبيون ونادي توركي يونايتد ونادي مانسفيلد تاون.

## وصلات خارجية
- بيلي كي على موقع قاعدة بيانات كرة القدم.إي يو (الإنجليزية)
- بيلي كي على موقع Soccerbase.com (لاعب) (الإنجليزية)
- بيلي كي على موقع Soccerway.com (الإنجليزية)